# مؤيد البصام
مؤيد داود سلمان البصام (1947 -) هو ناقد وفنان تشكيلي عراقي، من مواليد الوزيرية، في العاصمة العراقية بغداد، حاصل على دبلوم من معهد الفنون الجميلة، وحاصل على شهادة البكالوريوس في التصميم الصناعي من كلية الفنون الجميلة، وعلى شهادة الماجستير في طرائق تدريس الفنون.

## مناصب وعضوية
- عمل موظفاً في محكمة إستئناف بغداد عام 1964.
- رئيس مؤسسة البصام للثقافة والسينما والمسرح 1967.[3][4]
- رئيس تحرير مجلة الفنون المعاصرة 1969.
- مدير عام دار فيلادلفيا للطباعة والنشر، عمان، الأردن 1974.
- رئيس الملتقى الجماهير الابداعي في بغداد 2001.
- نائب رئيس تحرير مجلة الآن عام 2004.
- عضو الهيئة الإدارية والمسؤول الثقافي لجمعية الفنانين التشكيليين العراقيين 2014.
- رئيس تحرير مجلة رواق التشكيل 2016، التي تصدر عن جمعية الفنانين التشكيليين العراقيين.
- عضو في نقابة الفنانين العراقيين.
- عضو في نقابة الصحافيين العراقيين.

## المعارض
- معرض جمعية الطليعة، العمارة  1958.
- معرض معهد الفنون الجميلة السنوي 1966.
- المعرض الشخصي الأول والثاني في عمان 1973 و1975.
- المعرض الشخصي الثالث على قاعة الواسطي في باب المعظم، بغداد 1982.
- المعرض الشخصي الرابع في مركز تدريب طارق 1986.
- المعرض الشخصي الخامس والسادس في الفيلق الأول الخاص 1987 و1988.
- المعرض الشخصي السابع على قاعة مدارات في بغداد 2008.
- المعرض المشترك للحزب الشيوعي العراقي في الأعوام 2013، 2015، 2022.
- اشترك في معظم المعارض التي أقامها الملتقى العراقي للثقافة والفنون في الأردن، لمجاميع الفنانين العراقيين.

## مؤلفاته
- ملحاحة، مجموعة قصصية، 1964.
- الفن التشكيلي المعاصر في الأردن، 1974.
- الموت الظامئ، مجموعة قصصية، 1975.
- روح حية وسط موجة صاخبة، دراسات نقدية في القصة والرواية، 2013.
- الواقعية والبناء الفني في سرديات امجد توفيق، 2013.
- يا باسل الحزن، ط1، 2004؛ ط2 2016.
- الرحلة الطويلة.. الفنان صادق ربيع، 2021.